# 柔光效應
柔光效應，用於舞台和照片攝影的技巧，以柔光罩（一種半透明的濾光器）遮在照明光之前面，可使光擴散，讓影子變淡。